# Pleuroptya ruralis
Pleuroptya ruralis là một loài bướm đêm thuộc họ Crambidae. Nó được tìm thấy ở châu Âu. The species is notable for its rolling locomotion. (See Rotation in living systems)
Sải cánh dài 26–40 mm. Con trưởng thành bay từ tháng 6 đến tháng 9 tùy theo địa điểm.
Ấu trùng ăn stinging tầm ma.

## Hình ảnh

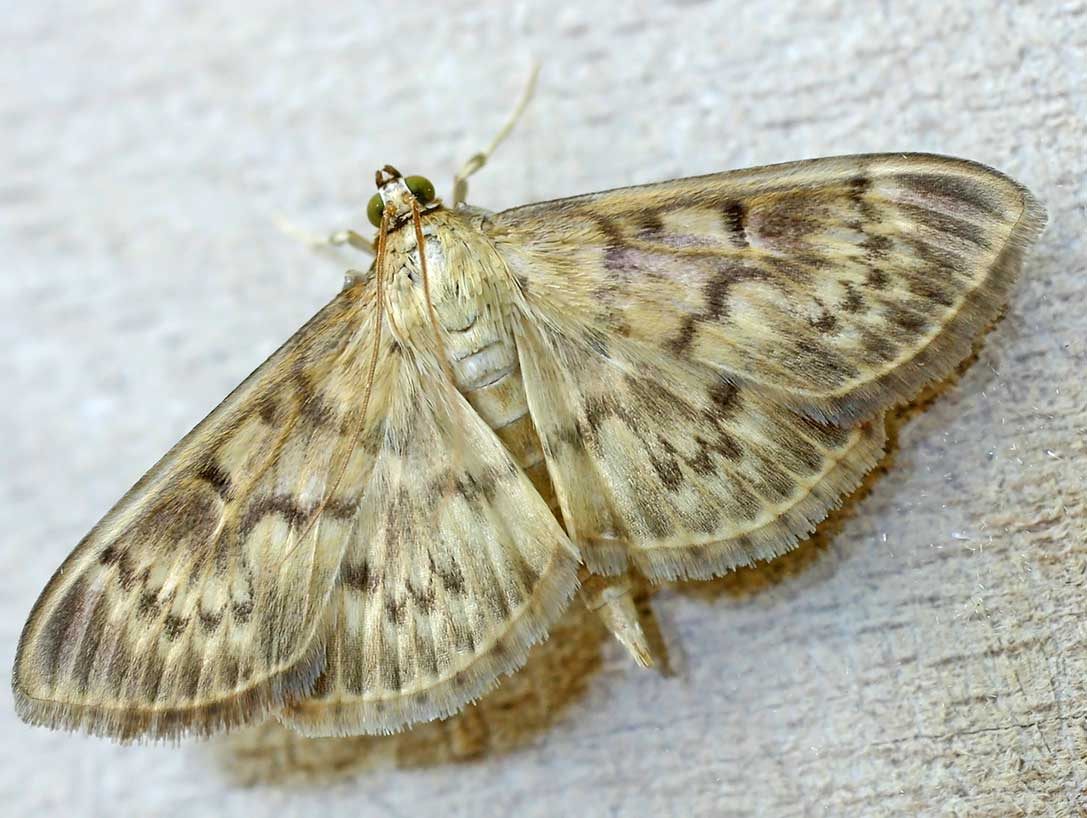
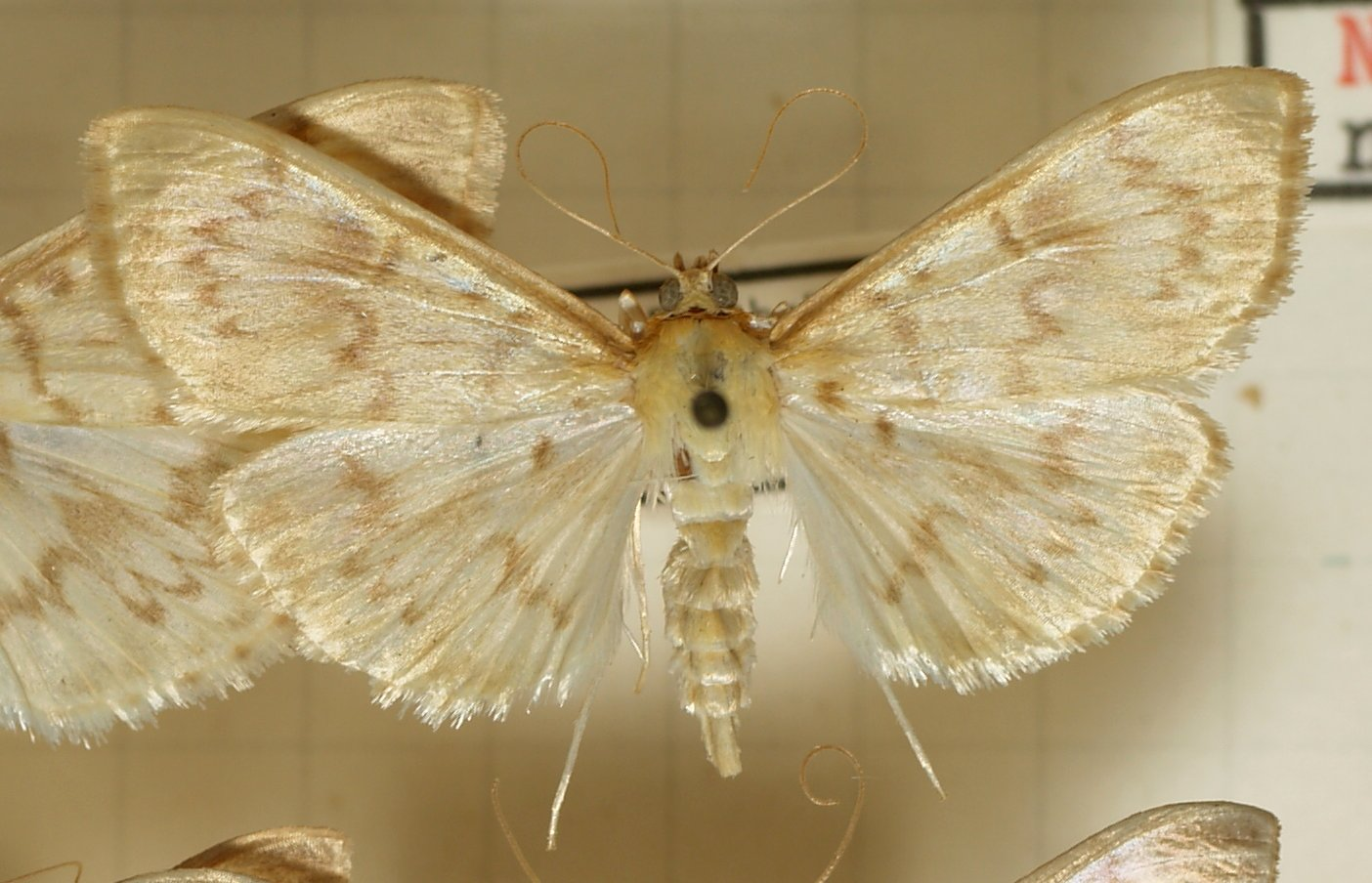
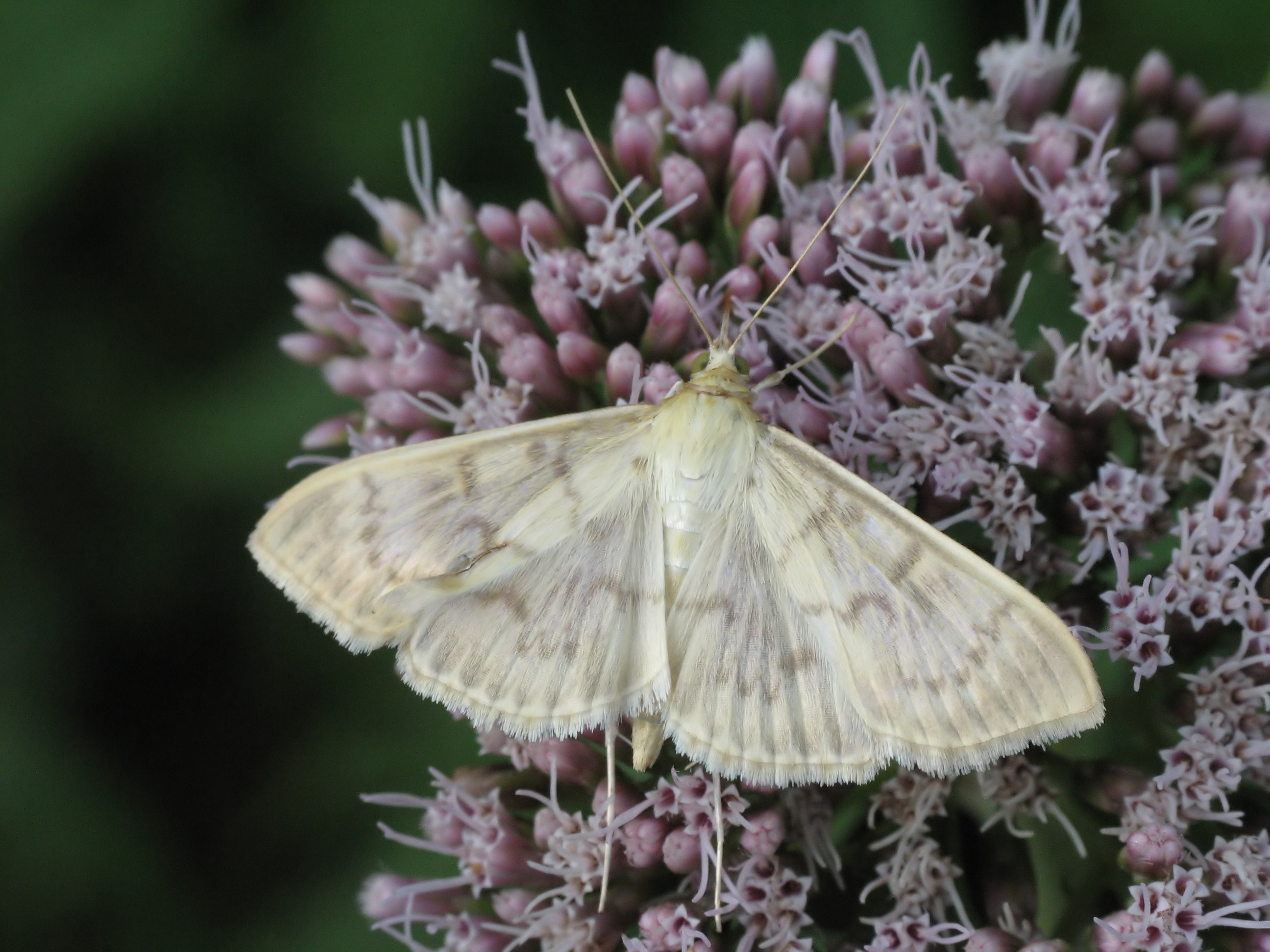
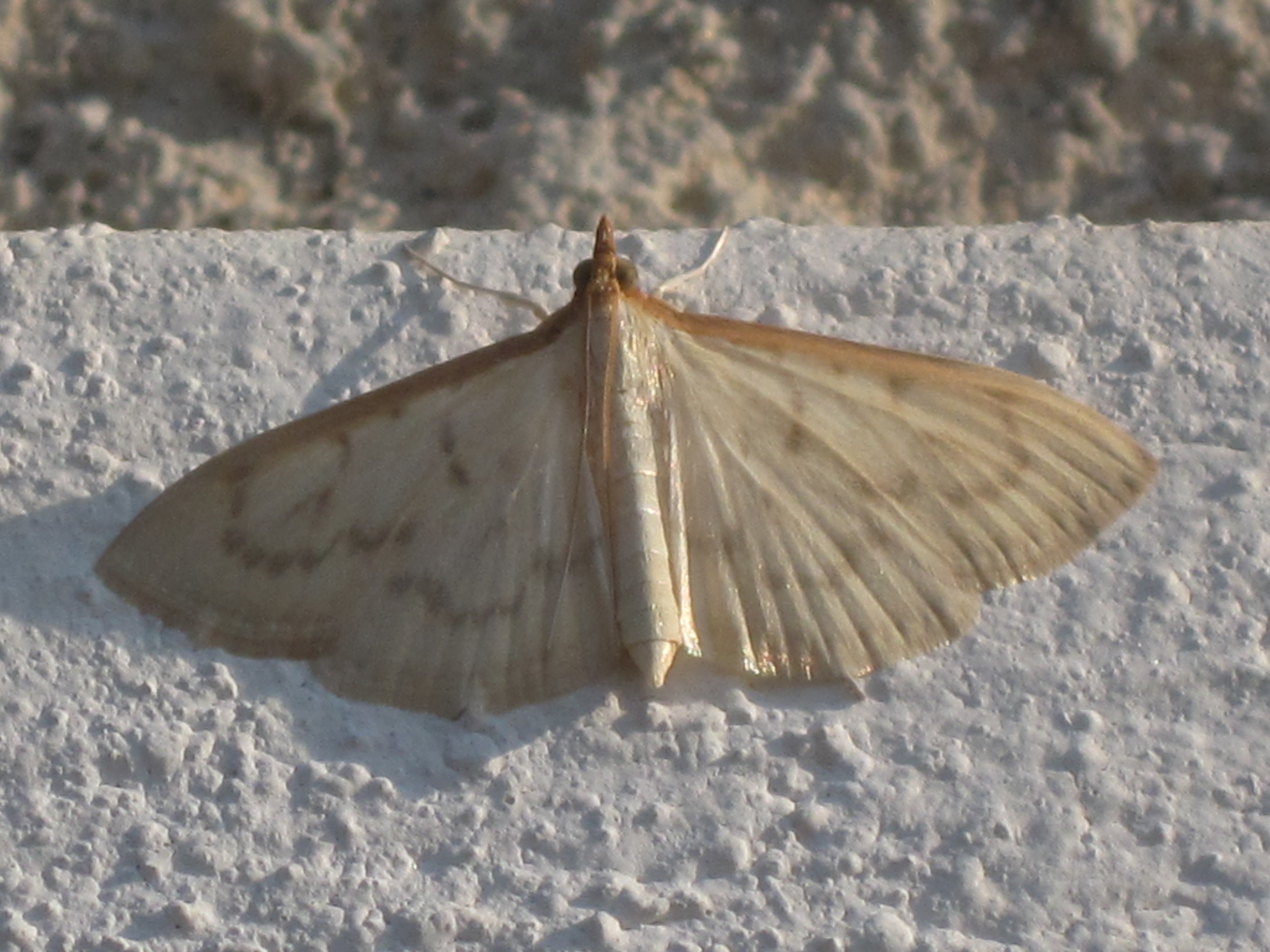